# Glenea cancellata
Glenea cancellata är en skalbaggsart som beskrevs av Thomson 1865. Glenea cancellata ingår i släktet Glenea och familjen långhorningar.
Artens utbredningsområde är Sri Lanka. Inga underarter finns listade i Catalogue of Life.